# Berryteuthis anonychus
Berryteuthis anonychus — вид головоногих моллюсков из отряда кальмаров (Decapodiformes).
Кальмары имеют обтекаемое торпедообразное тело, что позволяет им двигаться с большой скоростью «хвостом» вперёд, основной способ движения — реактивный.
Длина до 15 см. Встречается на глубине от 0 до 1500 м. Обитает в северной части Тихого океана. Этот вид безвреден для человека и не является объектом промысла.